# Plan épargne logement
Pour les articles homonymes, voir PEL.
Le plan d'épargne logement (PEL) est un produit d'épargne logement français. Tout comme le compte d'épargne logement, après une phase d'épargne, le titulaire peut obtenir un prêt d'épargne logement.
Ce système d'épargne donne accès ultérieurement à un prêt à un taux plus ou moins privilégié pour contribuer à l'achat d'un logement pour l'habitat principal de l'intéressé ou de sa famille.

## Caractéristiques du plan d'épargne logement
- Un seul plan par personne, majeure ou mineure[1].
- Minimum de versement : 225 € à l’ouverture.
- Versement annuel minimal : 540 € (versement obligatoire minimum, à raison d'un versement minimum de 270 € par semestre ou 45 € par mois)[1]. Si, quel qu'en soit le motif, les versements ne sont pas réalisés tels que définis au contrat, le plan est mis en dépôt et plus aucun versement ne sera possible sur celui-ci.
- Plafond des dépôts : 61 200 € (hors capitalisation des intérêts)[1]. Ne doit pas être atteint avant la 10e année anniversaire du PEL sous peine d'écourter la phase d'épargne (voir section Versements).
- Taux de rémunération : le taux est passé à 1 % brut au 1er août 2016. Cette rémunération était auparavant de 1,5 % brut. Le taux d'ouverture du PEL est augmenté d'une prime d'État acquise en cas de réalisation d'un prêt d'épargne logement. Pour un PEL ouvert depuis le 1er mars 2011, la prime n'est versée que si le titulaire du plan souscrit un prêt immobilier de 5 000 € minimum. De plus, elle est plafonnée à 1 000 €, ou 1 525 € si le PEL sert à l'achat d'un bien respectant les normes de développement durable, plus une majoration de 100 € ou 153 € par personne à charge.
- Calcul des intérêts : deux modes de calculs existent suivant les établissements bancaires. Les intérêts peuvent être calculés au jour le jour, ou bien par quinzaine.
- Fiscalité : les intérêts sont exonérés d'impôt sur le revenu durant les douze premières années du plan. Au-delà de 12 ans, les intérêts sont soit imposés au taux progressif de l'impôt sur le revenu soit soumis au prélèvement forfaitaire libératoire. Les prélèvements sociaux sont eux payables chaque année.
- Taux du prêt : si un prêt est effectivement consenti, le taux appliqué est le taux défini lors de la souscription. Le PEL étant contractuel, le taux appliqué au prêt est connu à l'avance.
- Durée minimale : 4 ans (une clôture avant 4 ans entraîne des pénalités)[1].
- Durée maximale : les PEL ouverts jusqu'au 28 février 2011 n'ont pas de durée limite ; à compter du 1er mars 2011 les nouveaux PEL ont une durée maximale limitée à 15 ans au-delà de laquelle le plan est transformé en livret. Les versements sont possibles jusqu'à la dixième année du PEL et dans la limite du plafond[1].

Seuls certains établissements financiers agréés tels les banques et les caisses d'épargne sont autorisés à commercialiser le PEL.

### Phase d'utilisation des fonds
Le taux d'intérêt du prêt peut être favorable (grâce notamment à une bonification d'intérêt par les pouvoirs publics) et son montant et sa durée sont fonction de l'effort d'épargne antérieur sur le plan. La plupart du temps il est accompagné d'un prêt bancaire aux conditions normales. L'intérêt de contracter ce prêt dépend de la période à laquelle la demande est faite, si les banques pratiquent des taux plus élevés que celui du PEL alors il devient intéressant de l'utiliser. Dans le cas contraire, il n'est pas mis en place de prêt d'épargne logement mais le capital du PEL est intégré dans l'apport.
Par ailleurs, la partie accumulée en capital et intérêts au titre de l'épargne est récupérée par l'épargnant et utilisée comme apport personnel lors de l'achat. À noter que l'épargnant a le droit de récupérer ses fonds sans pour autant emprunter ou faire un achat immobilier. Dans ce cas, la prime de l'État ne sera pas attribuée pour les plans ouverts après le 12 décembre 2002 (cette prime représente 1 % d'intérêt du taux global du plan et est plafonnée à 1 525 € ou 1 000 € suivant les cas). Elle reste attribuée pour les plans ouverts avant le 12 décembre 2002.

## Fonctionnement financier
C'est l'argent apporté par les nouveaux épargnants qui est censé financer les emprunteurs[réf. nécessaire], un peu comme dans le cas d'une tontine. Le fait qu'une partie des épargnants n'utilise pas la possibilité d'emprunt facilite l'équilibre du système et évite de sombrer dans un « système pyramidal », encore que certains déséquilibres entre le taux des prêts en cours (et à accorder) et le taux de l'épargne qui les finance peuvent apparaître en cas de forte hausse des taux.

### Ouverture
On ne peut ouvrir qu'un seul PEL par personne. En cas de détention d'un PEL ou d'un CEL, l'ouverture d'un CEL ou d'un PEL doit se faire dans le même établissement. L'ouverture d'un PEL est gratuite. Toute personne physique, même mineure ou étrangère, peut ouvrir un PEL.

### Avantages

#### Emprunt
L’obtention du prêt d'épargne logement n’est pas automatique. Le cas échéant, il s'agit d'un prêt à taux fixe et à mensualité fixe.
Le taux d’emprunt est égal au taux de rémunération hors prime du PEL (voir tableau ci-dessous), plus 1,7 % jusqu’au 31/01/2015, et plus 1,2 % depuis. Par exemple, pour les PEL ouverts depuis le 1er août 2016, le taux (fixe) d’emprunt est de 2,2 %. Le montant emprunté reste limité à 92 000 € maximum.
Le prêt doit avoir pour objet exclusif soit :
- un logement situé en France ;
- des parts dans une SCPI (société civile de placement immobilier).

Principaux prêts autorisés :
- acquisition, construction, amélioration ou agrandissement de la résidence principale ;
- construction ou acquisition d'une résidence secondaire neuve.

Les plans ouverts depuis le 1er mars 2011 favorisent l'investissement immobilier de la résidence principale et seuls les prêts attachés à une résidence principale (de l'emprunteur ou de son locataire) sont autorisés.
Le montant de l'emprunt accordé dépend des intérêts acquis (en dehors de la prime d'état) pendant la phase d'épargne. On multiplie ce total par 2,5 (1,5 si l'emprunt sert à l'achat de parts de SCPI) puis, en fonction de la durée choisie, on recherche le montant du crédit dont le coût des intérêts au taux d'épargne (toujours hors prime d'état) correspondra à ce total.
Par exemple, un PEL souscrit en 2002 (taux d'épargne 3,27 %, taux d'emprunt 4,97 %) avec des versements mensuels de 500 € pendant 4 ans produit 1 580 € d'intérêts. Il sera dès lors possible de souscrire un emprunt au taux de prêt, dont le coût du crédit au taux d'épargne ne devra pas dépasser 1580×2,5=3 950 €. Soit par exemple, pour un emprunt sur 10 ans, un peu plus de 15 000 €.

#### Rémunération des fonds versés
La rémunération globale comprend d'une part les intérêts servis par l'établissement financier (5/7 du taux global)[réf. nécessaire] et d'autre part, la prime versée par l'État (2/7 du taux global, dans la limite de 1 525 €). La prime d'État a été annulée pour les PEL ouverts à partir du 1er janvier 2018, de plus les intérêts sont devenus fiscalisés. Cette rémunération est déterminée selon la date de souscription du PEL :
| PEL souscrit     | PEL souscrit     | Rémunération hors prime de l'État | Rémunération globale |
| après le         | avant le         |                                   |                      |
| ---------------- | ---------------- | --------------------------------- | -------------------- |
| 1er janvier 2025 |                  | 1,75 %                            |                      |
| 1er janvier 2024 | 31 décembre 2024 | 2,25 %                            | 1,575 %              |
| 1er janvier 2023 | 31 décembre 2023 | 2 %                               | 1,40 %               |
| 1er janvier 2018 | 31 décembre 2022 | 1 %                               | 0,70 %               |
| 1er août 2016    | 31 décembre 2017 | 1 %                               | 1,5 %                |
| 1er février 2016 | 31 juillet 2016  | 1,5 %                             | 2,25 %               |
| 1er février 2015 | 31 janvier 2016  | 2 %                               | 3 %                  |
| 1er août 2003    | 31 janvier 2015  | 2,5 %                             | 3,5 %                |
| 1er juillet 2000 | 31 juillet 2003  | 3,27 %                            | 4,5 %                |
| 26 juillet 1999  | 30 juin 2000     | 2,61 %                            | 3,6 %                |
| 9 juin 1998      | 25 juillet 1999  | 2,9 %                             | 4 %                  |
| 23 janvier 1997  | 8 juin 1998      | 3,1 %                             | 4,25 %               |
| 7 février 1994   | 22 janvier 1997  | 3,84 %                            | 5,25 %               |
| 16 mai 1986      | 6 février 1994   | 4,62 %                            | 6 %                  |
| 1er juillet 1985 | 15 mai 1986      | 4,75 %                            | 7,5 %                |

La prime d'État est calculée par année pleine : il est donc conseillé de résilier juste après la date anniversaire.

### Versements
Lors de l'ouverture un montant de 225 € minimum est requis. Les versements pourront ensuite être effectués comme désiré à condition de fournir un minimum de 540 € par an (en effectuant au moins 2 versements). Le plafond des versements est de 61 200 € (hors intérêts capitalisés). Au-delà de 10 ans, il devient impossible de faire des versements, le plan peut ne pas être clos et continue ainsi à produire des intérêts.
Le plafond ne doit pas être atteint avant la 10e année anniversaire du PEL sous peine d'anticiper la fin de la phase d'épargne ; auquel cas son fonctionnement devient le même que s'il avait atteint sa 10e année anniversaire. Ainsi, dans les 2 cas, il reste toujours possible de conserver un PEL durant 5 ans avec intérêts s'il a été ouvert depuis le 1er mars 2011 avant qu'il ne soit définitivement clos. S'il a été ouvert avant, il peut être conservé.

### Retraits
Tout retrait entraîne la résiliation du plan, il n'est donc pas possible de faire des retraits partiels. il convient de distinguer trois cas :
- entre 0 et 2 ans : le retrait entraîne la perte des droits acquis et de la prime d'État. De plus la rémunération des fonds déposés sera celle du taux contractuel actuel des CEL (soit 0,5 % depuis le 1er août 2015) ;
- entre 2 et 3 ans : le retrait entraîne la perte des droits acquis et de la prime d'État. La rémunération des fonds déposés sera toutefois bien celle du taux contractuel actuel des PEL (soit 1 % depuis le 1er août 2016) ;
- entre 3 et 4 ans : les droits et intérêts acquis à la fin de la troisième année sont conservés. Par contre la prime d'État perçue est réduite de moitié (cette fraction de prime étant accordée sous condition d’obtention du prêt pour les PEL souscrits depuis le 12 décembre 2002).

Tout retrait entraîne le calcul et la retenue des prélèvements sociaux sur les intérêts générés depuis l'ouverture.
À partir de la dixième année du plan ces prélèvements sont déduits chaque année des intérêts versés et ne sont donc prélevés au cours de la clôture que sur les intérêts de la dernière année.
À compter de la douzième année, les intérêts sont en plus imposés chaque année au barème de l'impôt sur le revenu (ou au choix PFL de 24 %).

### Durée et clôture
1. La durée théorique de base du plan est de 4 ans, car c'est à partir de cette durée qu'il permet d'emprunter dans de bonnes conditions (100 % de la prime d'État).
2. Au-delà de 4 ans le plan peut être prolongé sans limitation de durée et jusqu'à 10 ans, les conditions de fonctionnement sont identiques.
3. À partir de 10 ans, il n'est plus possible de faire des versements sur le plan, cependant le capital acquis continue de générer des intérêts pendant cinq ans au taux en vigueur, sans prime.
4. Après 15 ans, le PEL est automatiquement transformé en un livret d'épargne classique, de type livret bancaire. Cela n'est pas vrai pour les PEL ouverts avant le 28 février 2011 qui ont une durée illimitée.

### Cession de droits
Les droits acquis peuvent être cédés à une personne de sa famille (sauf cousins, concubin et partenaire « pacsé »). La cession des droits ne signifie bien sûr pas la cession du capital. Différents cas se présentent :
- Le cédant détient un PEL depuis 3 ans au moins : le bénéficiaire de la cession doit également détenir un PEL depuis 3 ans au moins.
- Le cédant détient un CEL depuis 12 mois au moins : Le bénéficiaire doit détenir :
  - un PEL depuis 3 ans au moins
  - un CEL depuis 18 mois au moins
- Le cédant détient un CEL depuis 18 mois au moins. Le bénéficiaire doit détenir :
  - un PEL depuis 3 ans au moins
  - un CEL depuis 12 mois au moins.

### Transfert
Le souscripteur peut demander le transfert de son PEL vers une autre banque, à condition d'avoir l'accord de la banque hôte et de la banque destinataire. Ces transferts peuvent donner lieu à des frais.

### Nantissement
Tout nantissement est interdit.

### Fiscalité
À la suite de l'examen par les sénateurs du projet de la loi de Finances de 2006, la décision de supprimer la défiscalisation dont bénéficient les PEL de plus de 12 ans a été prise. Ces produits d'épargne sont depuis lors soumis à un prélèvement à la source au même titre que les autres produits de placement.
Le sénateur UMP de l'Oise Philippe Marini, rapporteur général, est à l'origine de cet amendement et appuie sa proposition en mettant en avant le fait que le taux d'investissement effectif des PEL dans l'immobilier avait chuté à 6,7 % en 2004 et qu'il n'y avait pas lieu d'« inciter fiscalement à l'épargne sans risque ».
Le ministre délégué au Budget a rappelé que les PEL « ont une durée contractuelle de dix ans » et a précisé que « les gens modestes » qui opteront pour une intégration à leur revenu des intérêts de leur PEL « ne seront pas imposables ». Il a estimé à 200 millions d'euros de recettes l'incidence de cette mesure sur le budget de l'État.
À compter de 2006, le prélèvement des cotisations sociales sur les intérêts des PEL de plus de dix ans (17,2 %) intervient de façon anticipée au lieu d'intervenir après la clôture du plan. Après la dixième année la retenue des prélèvements sociaux peut être importante : la CSG et la CRDS doivent être payées non seulement au titre des intérêts de l'année en cours mais également au titre des intérêts versés sur les années antérieures. Par ailleurs, au-delà de douze ans, les PEL sont désormais soumis au barème progressif de l'impôt sur le revenu ainsi qu'à un prélèvement d’acompte de l'impôt sur le revenus de 24 % prélevé à la source.

#### Prélèvement forfaitaire unique à la source: 30%
Au 1er janvier 2018, la fiscalité du PEL est comme suit :
Brut : 100 %
- Contribution sociale généralisée (CSG) : 9,10 %
- Contribution de solidarité : 0,33 %
- Prélèvement de solidarité : 2,22 %
- Prélèvement social : 5,00 %
- Remboursement de la dette sociale (RDS) : 0,55 %
- Impôt forfaitaire sur le revenu: 12,80%

Total contributions 2018 : 17,2 % (maximum ; 17,199 % si on considère que chaque taxe est arrondie au centime inférieur)
Au 1er janvier 2017, la fiscalité du PEL était comme suit :
Brut : 100 %
- Contribution sociale généralisée (CSG) : 8,20 %
- Contribution de solidarité : 0,30 %
- Prélèvement de solidarité : 2,00 %
- Prélèvement social : 4,50 %
- Remboursement de la dette sociale (RDS) : 0,50 %

Total contributions 2017 : 15,5 % (maximum ; 15,499 % si on considère que chaque taxe est arrondie au centime inférieur)

#### Déclaration des revenus (préremplie)
De plus les intérêts sont nets imposable, c'est-à-dire soumis à l'impôt sur le revenu.
Dépôts garantis à 100 % par le Fonds de garantie des dépôts et de résolution français.
Exemple PEL ouvert entre 2000 et 2003 :
- Rémunération brute hors prime : 3,27 %
- Rémunération brute imposable hors prime : 3,10 % (soit 3,27 - 5,20 %)
- Rémunération nette imposable hors prime : 2,62 % (soit 3,10 - 15,5 %)
- Rémunération nette hors prime après impôt moyen (tranche moyenne 14 %) : 2,25 % (soit 2,62 - 14 %)
- À titre de comparaison rémunération nette après impôts (non imposée) du Livret A : 0,75 %

Le poids de l'impôt sur le PEL ancien est de 5,20 % + 15,5 % + 14 % (pour la tranche moyenne), soit 34,7 %, mais il reste largement plus intéressant que le Livret A, avec les mêmes garanties. Néanmoins, le Livret A n'augmente pas le revenu fiscal de référence (RFR) qui réduit le droit à des allocations.
Exemple PEL ouvert après le 1er août 2016 :
- Rémunération brute hors prime : 1,00 %
- Rémunération brute imposable hors prime : 0,948 % (soit 1,0 - 5,20 %)
- Rémunération nette imposable hors prime : 0,80 % (soit 0,948 - 15,5 %)
- Rémunération nette hors prime après impôt moyen (tranche moyenne 14 %) : 0,688 % (soit 0,80 - 14 %)
- À titre de comparaison rémunération nette après impôts (non imposée) du Livret A : 0,75 %

Le poids de l'impôt sur le PEL récent (ouvert après le 1er août 2016) est de 5,20 % + 15,5 % + 14 % (pour la tranche moyenne), soit 34,7 %, ce qui fait qu'il est largement moins intéressant qu'un Livret A, en plus d'augmenter le revenu fiscal de référence (RFR) qui réduit le droit à des allocations. Son seul avantage est prospectif, si on croit que dans une dizaine d'années (années 2026 et suivantes) le taux du Livret A sera encore plus faible, ou que la monnaie aura subi une déflation. Mais dans cette croyance il peut être judicieux de dépenser son argent plutôt que de l'épargner.

### En résumé
- 0 - 10 ans = Prélèvements sociaux sur les intérêts générés depuis l'ouverture du plan, pris en une fois la dixième année ou à la clôture du plan pour les PEL souscrits avant le 1er mars 2011. Prélèvement chaque année, et à la clôture pour l'année en cours pour les PEL ouverts depuis le 1er mars 2011.
- À partir de 10 ans = Prélèvements sociaux pris chaque année sur les intérêts.
- À partir de 12 ans = Prélèvements sociaux et imposition au barème de l'impôt sur le revenu pris chaque année sur les intérêts.